# Västerås-Barkarö socken
Västerås-Barkarö socken i Västmanland ingick i Tuhundra härad, uppgick 1967 i Västerås stad och området ingår sedan 1971 i Västerås kommun och motsvarar från 2016 Barkarö distrikt.
Socknens areal är 31,74 kvadratkilometer, varav 31,69 land.  År 2000 fanns här 1 948 invånare. En del av tätorten Enhagen-Ekbacken samt tätorten och kyrkbyn Barkarö med sockenkyrkan Västerås-Barkarö kyrka ligger i socknen. 

## Administrativ historik
Västerås-Barkarö socken har medeltida ursprung, före 1889 med namnet Barkarö socken.
Vid kommunreformen 1862 övergick socknens ansvar för de kyrkliga frågorna till Västerås-Barkarö församling och för de borgerliga frågorna till Västerås-Barkarö landskommun. Landskommunens inkorporerades 1952 i Dingtuna landskommun som uppgick 1967 i Västerås stad som 1971 ombildades till Västerås kommun.
1 januari 2016 inrättades distriktet Barkarö, med samma omfattning som församlingen hade 1999/2000.  
Socknen har tillhört fögderier, tingslag och domsagor enligt vad som beskrivs i artikeln Tuhundra härad.  De indelta soldaterna tillhörde Västmanlands regemente och Västerås kompani.

## Geografi
Västerås-Barkarö socken ligger söder om Västerås på halvön mellan Västeråsfjärden och Asköfjärden och omfattar också öar i Mälaren som Ridön och Almö-Lindö. Socknen är småkuperat slättland.

## Fornlämningar
Från järnåldern finns spridda gravar samt några stensträngar. Det finns även två små gravfält, varav ett på Ridön. På Ridön finns också en kyrkogrund.

## Namnet
Namnet (1345, Berkarna, 1350 Bondæberkarnum) kommer från kyrkbyn som troligen övertagit ett äldre önamn. Förleden i Barkarö, bärk syftar på björkbestånd. Efterleden är plural av ærin, 'grusö, grusig mark'. Prefixet Bonda-, 'bonde' uppkom under medeltiden som särskiljning från Kungs-Barkarö socken. Västerås- lades till år 1889.

## Befolkningsutveckling
| Befolkningsutvecklingen i Västerås-Barkarö socken 1750–1990                                             | Befolkningsutvecklingen i Västerås-Barkarö socken 1750–1990 | Befolkningsutvecklingen i Västerås-Barkarö socken 1750–1990 | Befolkningsutvecklingen i Västerås-Barkarö socken 1750–1990 | Befolkningsutvecklingen i Västerås-Barkarö socken 1750–1990 |
| --- | ----------------------------------------------------------- | ----------------------------------------------------------- | ----------------------------------------------------------- | ----------------------------------------------------------- |
| |                                                             |                                                             |                                                             |                                                             |
| År |                                                             |                                                             | Folkmängd                                                   |                                                             |
| 1750 | 1750                                                        |                                                             | 615                                                         |                                                             |
| 1760 | 1760                                                        |                                                             | 626                                                         |                                                             |
| 1769 | 1769                                                        |                                                             | 630                                                         |                                                             |
| 1780 | 1780                                                        |                                                             | 620                                                         |                                                             |
| 1790 | 1790                                                        |                                                             | 608                                                         |                                                             |
| 1800 | 1800                                                        |                                                             | 654                                                         |                                                             |
| 1810 | 1810                                                        |                                                             | 640                                                         |                                                             |
| 1820 | 1820                                                        |                                                             | 578                                                         |                                                             |
| 1830 | 1830                                                        |                                                             | 609                                                         |                                                             |
| 1840 | 1840                                                        |                                                             | 703                                                         |                                                             |
| 1850 | 1850                                                        |                                                             | 651                                                         |                                                             |
| 1860 | 1860                                                        |                                                             | 670                                                         |                                                             |
| 1870 | 1870                                                        |                                                             | 757                                                         |                                                             |
| 1880 | 1880                                                        |                                                             | 750                                                         |                                                             |
| 1890 | 1890                                                        |                                                             | 779                                                         |                                                             |
| 1900 | 1900                                                        |                                                             | 804                                                         |                                                             |
| 1910 | 1910                                                        |                                                             | 719                                                         |                                                             |
| 1920 | 1920                                                        |                                                             | 648                                                         |                                                             |
| 1930 | 1930                                                        |                                                             | 617                                                         |                                                             |
| 1940 | 1940                                                        |                                                             | 545                                                         |                                                             |
| 1950 | 1950                                                        |                                                             | 441                                                         |                                                             |
| 1960 | 1960                                                        |                                                             | 361                                                         |                                                             |
| 1970 | 1970                                                        |                                                             | 1 064                                                       |                                                             |
| 1980 | 1980                                                        |                                                             | 1 510                                                       |                                                             |
| 1990 | 1990                                                        |                                                             | 1 717                                                       |                                                             |
| Anm: Källor: Umeå universitet - Tabellverket 1749-1859, Demografiska databasen, CEDAR, Umeå universitet |                                                             |                                                             |                                                             |                                                             |